# 茨木市立春日丘小学校
茨木市立春日丘小学校（いばらきしりつかすがおかしょうがっこう）は、大阪府茨木市にある公立小学校。通称は丘小（おかしょう）。

## 沿革
- 1951年9月 - 茨木市立春日小学校より分離開校
- 1954年9月 - 校歌制定
- 1963年3月 - 体育館完成
- 1964年7月 - プール完成
- 1976年4月 - 茨木市立沢池小学校を分離
- 1981年4月 - 茨木市立穂積小学校を分離

## 通学区域
- 茨木市 西駅前町、中穂積1～3丁目（ただし2丁目のごく一部を除く）、下穂積3丁目、紫明園（一部を除く）、北春日丘1丁目のごく一部

卒業生は基本的に茨木市立西中学校と茨木市立西陵中学校へ分かれて進学する。

## 交通
- 東海道本線（JR京都線）茨木駅下車 徒歩約8分